# Национальный день каминг-аута
Национальный день каминг-аута (англ. National Coming Out Day) — современный национальный день осведомленности об ЛГБТ, отмечаемый 11 октября в США и ещё пяти странах. 

## История
История дня каминг-аута начинается в Соединённых Штатах в 1988 году, когда первоначальная идея основывалась на духе феминистского и гомосексуального освобождения личности, являющейся политическим жестом. Основополагающее убеждение заключается в том, что гомофобия процветает в атмосфере молчания и невежества и что, когда люди узнают, что у них есть близкие, лесбиянки или геи, они с гораздо меньшей вероятностью будут придерживаться гомофобных или репрессивных взглядов.